# 異客龍屬
異客龍屬（屬名：Ajnabia，意為「外來者」）也可譯為羇客龍、外來龍或异域龙，是一屬賴氏龍亞科恐龍，來自白堊紀晚期（馬斯垂克階）的摩洛哥。牠是非洲第一個確認的鴨嘴龍科，並被認為與歐洲的艾瑞龍有接近親緣關係。異客龍的發現令古生物學家感到驚喜與意外，因為當時的非洲被海洋圍繞隔離於其他大陸，以前猜測鴨嘴龍類無法到達。

## 命名

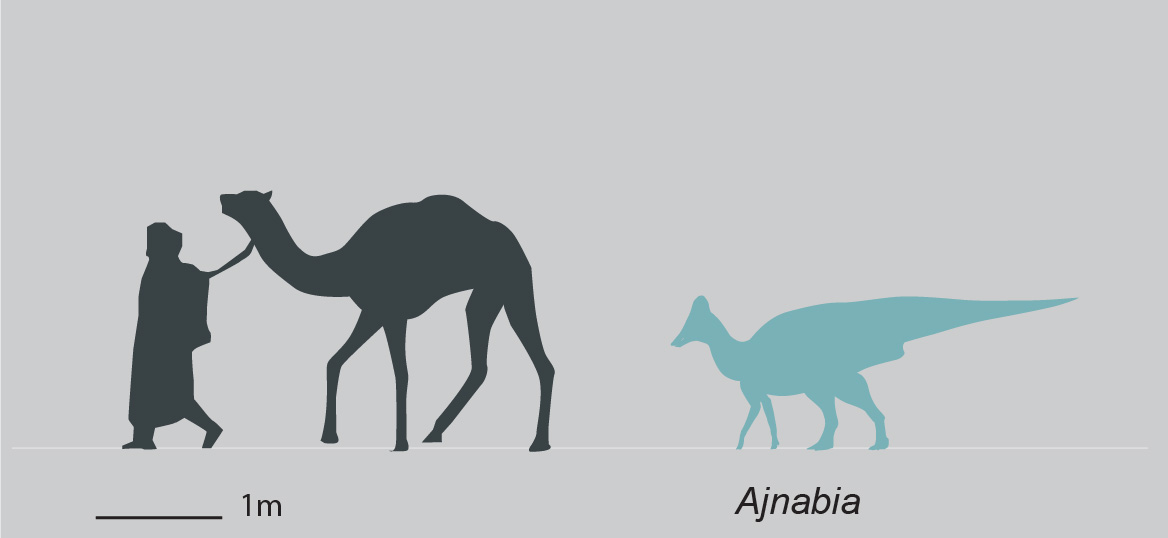
異客龍與人類和駱駝的體型比較圖，Nick Longrich繪製

屬名轉寫自阿拉伯文的「‎」，意為「外來者」，象徵著異客龍是一群由其他地方遷入非洲的鴨嘴龍族系。模式種兼唯一種是奧德修斯異客龍（Ajnabia odysseus），種名取自希臘傳說中的航行者及英雄奧德修斯。

## 古生態學

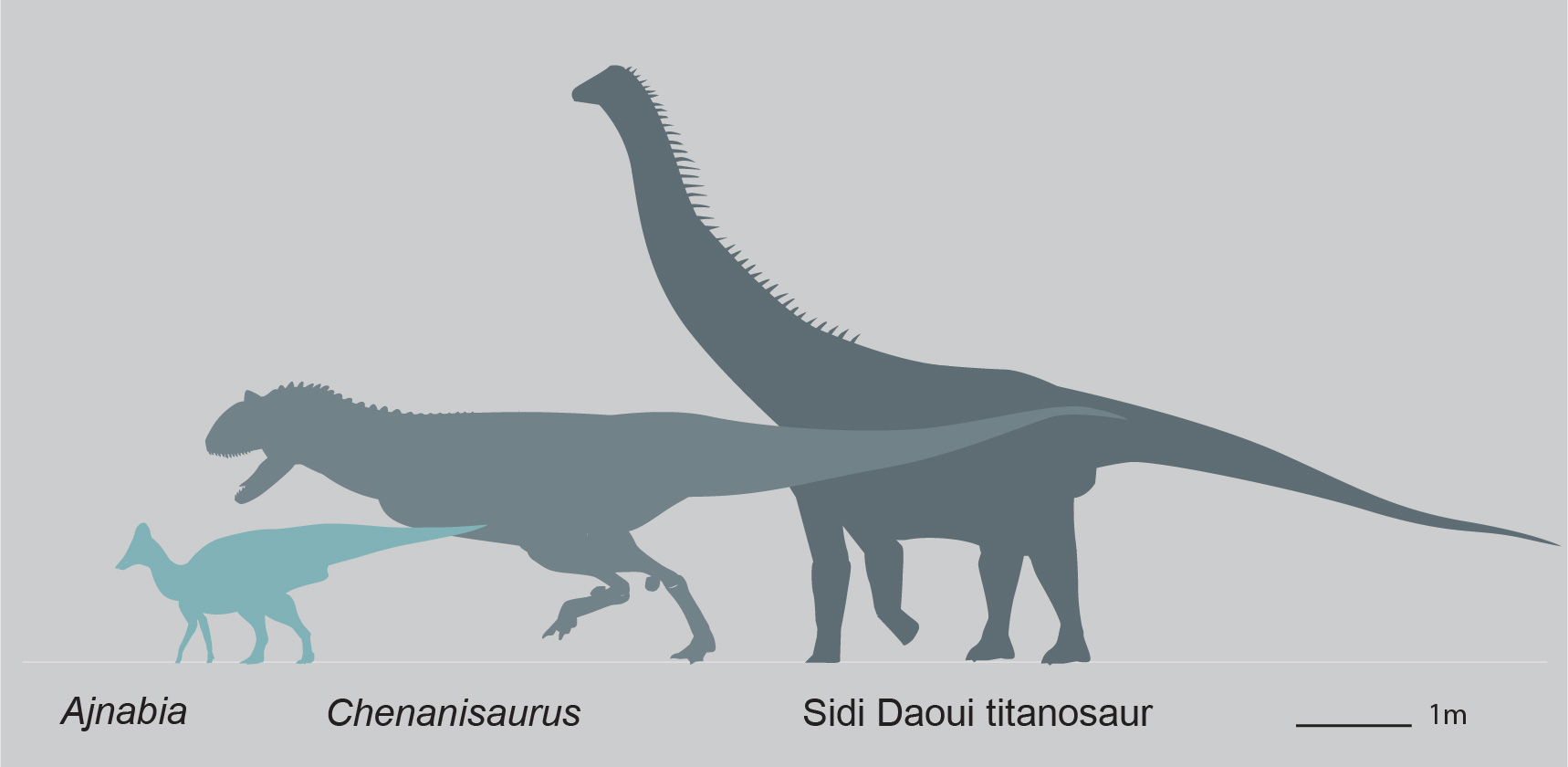
摩洛哥晚馬斯垂克階的動物群，包含異客龍、徹納恩龍和一種未命名的泰坦巨龍類

正模標本採集自摩洛哥中北部的奧拉德塔伊阿卜盆地的一個磷礦區，該地區曾是一個近海棲息地，動物相由豐富的鯊魚、魚類、滄龍類和其他海洋爬蟲所主宰，恐龍則相對罕見，但同一地區還出土了阿貝力龍科的徹納恩龍以及一種未命名的泰坦巨龍類。這些恐龍可能生存於白堊紀-古近紀交界（希克蘇魯伯隕石撞擊事件）之前約100萬年，相當於馬斯垂克階的最末期。因此牠們的重要意義在於，提供了關於白堊紀滅絕事件之前的非洲恐龍多樣性的認識。

### 古生物地理學
系統發生學研究顯示異客龍屬於賴氏龍亞科的艾瑞龍族，這是一群所知僅限於歐洲的物種。根據異客龍與其他賴氏龍亞科的親緣關係，以及白堊紀晚期海洋和陸塊的分布重建，支持了賴氏龍亞科擴散至北非的可能性假說，並可能透過海洋擴散的方式，鴨嘴龍類從歐洲游泳或漂流到達北非。

## 外部連結
Ajnabia odysseus- the first duckbill dinosaur from Africa- by Nick Longrich （页面存档备份，存于）